# Таковец (Лежневский район)
 Таковец — деревня в Лежневского районе Ивановской области. Входит в состав Шилыковского сельского поселения.

## География
Находится в юго-западной части Ивановской области на расстоянии приблизительно 11 км на северо-запад по прямой от районного центра поселка Лежнево.

## История
В 1859 году здесь (тогда владельческое сельцо Ковровского уезда Владимирской губернии) было учтено 22 двора.

## Население
Постоянное население составляло 186 человек (1859 год), 11 в 2002 году (русские 91 %), 12 в 2010.